# Stephenson 2-18
Stephenson 2-18 (abreviado para St2-18), também conhecido como Stephenson 2 DFK 1 ou RSGC2-18, é uma estrela supergigante vermelha (RSG) ou possível hipergigante vermelha extrema na constelação de Scutum. Encontra-se perto do aglomerado aberto Stephenson 2, que está localizado a cerca de 19.000 anos-luz de distância da Terra no braço Scutum-Centaurus da galáxia Via Láctea, e é considerada uma estrela de um aglomerado de estrelas em um similar distância, embora algumas fontes considerem que seja uma supergigante vermelha não relacionada. Está entre as maiores estrelas conhecidas e uma das supergigantes vermelhas mais luminosas da Via Láctea.

## Propriedades físicas

### Estágio evolutivo
St2-18 mostra as características e propriedades de uma supergigante vermelha altamente luminosa, com um tipo espectral de M6, o que é incomum para uma estrela supergigante. Isso a torna uma das estrelas mais extremas da Via Láctea. Ocupa o canto superior direito do diagrama de Hertzsprung-Russell, uma região caracterizada por estrelas de baixa temperatura excepcionalmente grandes e luminosas.
Stephenson 2-18 é geralmente classificado como uma supergigante vermelha, em parte devido ao seu perfil de linha ampla. No entanto, seu significativo excesso de infravermelho levou os autores de Davies (2007) a afirmar que a estrela pode ser uma hipergigante vermelha, como VY Canis Majoris. Também é afirmado que Stephenson 2-18 está à beira de ejetar suas camadas externas e evoluir para uma variável azul luminosa (LBV) ou estrela Wolf-Rayet (estrela WR).

### Luminosidade
Um cálculo para encontrar a luminosidade bolométrica ajustando a Distribuição de Energia Espectral (SED) usando o modelo DUSTY dá à estrela uma luminosidade de aproximadamente 440.000  L☉.
Um cálculo alternativo, mas mais antigo, de 2010, ainda assumindo a participação do aglomerado Stephenson 2 em 5,5 kpc, mas baseado em 12 densidades de fluxo de 25 μm, dá uma luminosidade muito menor e relativamente modesta de 90.000 L☉. 
Um cálculo mais recente, baseado na integração SED (baseado em fluxos publicados) e assumindo uma distância de 5,8 kpc , dá uma luminosidade bolométrica de 630.000 L☉. No entanto, notou-se que seu SED é um pouco peculiar, com fluxos que não podem se encaixar na faixa aceita de temperaturas apropriadas para um RSG, bem como uma lei de avermelhamento padrão. Isso sugeriria uma extinção maior, o que a tornaria ainda mais luminosa. Por causa dessa luminosidade excepcionalmente alta, a associação da estrela ao aglomerado Stephenson 2 foi considerada duvidosa. Como afirmado em Negueruela et al. (2012), a associação estelar está espalhada por uma grande área.

### Temperatura
Uma temperatura efetiva de 3.200 K foi calculado em um estudo de 2012 pela integração SED usando o modelo DUSTY, o que a tornaria muito mais fria do que as supergigantes vermelhas mais frias previstas pela teoria da evolução estelar (tipicamente em torno de 3.500 K). 

### Tipo espectral
Em 2007, Davies et al. estimou o tipo espectral de Stephenson 2-18 em M5 ou M6, incomum e muito atrasado até mesmo para uma estrela supergigante vermelha, com base em sua absorção de CO-bandhead. Negueruela et al. (2013) identificou o tipo espectral de Stephenson 2-18 em torno de M6, com base em seu espectro e algumas características espectrais. As características do espectro de Stephenson 2-18 incluem linhas espectrais de óxido de titânio.

### Tamanho

Stephenson 2-18 em comparação com o Sol

Um raio de 2.150 R☉ (1,50 × 109 km;10,0 UA; 930.000.000 mi) foi derivado de uma luminosidade bolométrica de aproximadamente 440.000 L☉ e uma temperatura efetiva estimada de 3.200 K, que é consideravelmente maior do que os modelos teóricos das maiores supergigantes vermelhas previstos pela teoria da evolução estelar (cerca de 1.500 R☉). Supondo que esse valor esteja correto, isso a tornaria maior do que outras supergigantes vermelhas famosas, como Antares A, Betelgeuse, VY Canis Majoris e UY Scuti.

### Perda de massa
Estima-se que Stephenson 2-18 tenha uma taxa de perda de massa de aproximadamente 1,35 × 10−5  M☉ por ano, que está entre as mais altas conhecidos para qualquer estrela supergigante vermelha. É possível que Stephenson 2-18 tenha sofrido um episódio de perda de massa extrema recentemente, devido ao seu significativo excesso de infravermelho.
Em 2013, um artigo descrevendo as supergigantes vermelhas em Stephenson 2 afirmou que Stephenson 2-18 (referido como D1) e D2 (outro membro de Stephenson 2) têm emissões de radiação, indicando que eles têm a maior perda de massa no aglomerado. Apenas as estrelas com as maiores luminosidades bolométricas do aglomerado parecem apresentar emissões de maser. Stephenson 2-18 exibe forte emissão de silicato, especialmente em comprimentos de onda de 10 μm e 18 μm. Masers de água também foram detectados na estrela.

## Incerteza
A distância de Stephenson 2-18 foi declarada como tendo uma incerteza relativa maior que 50%, e o raio de 2.150 R☉ poderia ser uma superestimativa porque o maior raio estelar previsto pela teoria da evolução estelar é estimado em apenas cerca de 1.500 R☉. As estimativas de luminosidade para a estrela também são incertas, já que outra estimativa da luminosidade deu um valor de 90.000 L☉.
A associação duvidosa da estrela, a distância incerta e as diferentes velocidades radiais em comparação com o resto das estrelas em Stephenson 2 fizeram com que alguns autores considerassem a estrela como uma supergigante vermelha não relacionada a Stephenson 2 ou a qualquer um dos aglomerados de supergigantes vermelhos na base do braço Scutum – Centauro.